# Decan III d'Uzès
Pour les articles homonymes, voir Decan d'Uzès.
Decan III d'Uzès (v. 1325-ap.1360) est le second vicomte d'Uzès et seigneur d'Aimargues, de la seconde moitié du XIVe siècle.
Elzière (1999) le désigne sous le numéro [II], tandis que certains auteurs, dont Charvet 1870(1870), donnent le numéro [III], considérant Raymond Décan de Posquières, comme Decan Ier.

## Biographie

### Origines
Decan semble naître vers 1325. Il est le fils de Robert Ier, premier vicomte d'Uzès, et de sa seconde épouse, Guiote de Posquières,. Il a notamment pour frère, Jehan (Jean), évêque de Nîmes (1372-1380).

### Vicomte d'Uzès
Decan est émancipé par son père le 27 mars 1341,. L'année suivante, il épouse Agathe, fille du chevalier Agoult des Baux, sénéchal de Beaucaire, de Nîmes et de Toulouse, et Catherine Artaud de Chatillon.
Il reçoit, en 1344, dans son château d'Uzès, le roi Philippe, qui s'était déplacé pour voir le Pape,.
Chevalier, il prête serment au roi de France, le 24 octobre 1352, pour ses possessions, Aimargues, Masmolène/Mamolène, Arpaillargues, Remoulins, Pouzilhac, Saint-Martin de Jonquières, Saint-Bonnet, Saint-Quentin, 250 livres sur le péage de Nîmes, Broussan, Bellegarde, la 16e partie de la juridiction d'Aigaliers, la 8e partie de la basse juridiction de Serviers . Puis le 18 octobre de l'année suivante, il rend hommage à l'évêque d'Uzès pour une autre partie de ses terres.
Le contexte est marqué par la Guerre de Cent Ans (1337-1453), le début du schisme d'Occident, l’intervention des ducs d'Anjou en Provence et, ainsi que, le développement de compagnies de gens armées démobilisés qui ravagent les campagnes entre les conflits. Alors qu'il intervient contre les routiers, il est fait routiers, en 1361, en .
Decan teste le 10 février 1360 et semble mourir peu de temps après. Son corps est inhumé, comme ses ancêtres, depuis Decan II d'Uzès, dans le couvent des Frères mineurs, à Uzès,.

## Famille
Decan épouse Agathe des Baux (morte après 1360),. Ils ont huit enfants :
- Robert.
- Bermond.
- Decan.
- Pons, moine à Psalmody.
- Raymond (env.1345-ap.1374), qui succède à son père (Elzière, 1999), mort sans postérité.
Albiousse (1887) considérait qu'il aurait succédé à un frère, mort sans postérité. Il pourrait être le régent de la sénéchaussée de Beaucaire en 1374.
- Alzias (env.1345-1390), qui succède à son frère, ∞ Delphine de La Roche.
- Alix, ∞ Guillaume IV, sire de Tournon. 
Elle est l'arrière-grand-mère du cardinal François de Tournon.
- Guiote, religieuse au couvent Sainte-Praxède d'Avignon.